# Grandmaster Flash and the Furious Five
Grandmaster Flash and the Furious Five – grupa hip-hopowa założona w 1978 roku na Bronksie (Nowy Jork) przez jednego DJ-a i pięciu MC’s. Jako pierwsza grupa hip-hopowa została włączona w poczet Rock and Roll Hall of Fame (2007).

## Dyskografia

### Albumy solowe
- The Message (1982)
- On the Strength (1988)

### Kompilacje
- Greatest Messages (1984)
- Message from Beat Street: The Best of Grandmaster Flash, Melle Mel & the Furious Five (1994)
- The Adventures of Grandmaster Flash, Melle Mel & the Furious Five: More of the Best (1996)
- The Greatest Mixes (1997)
- Adventures on the Wheels of Steel (1999)
- The Showdown: The Sugarhill Gang vs. Grandmaster Flash and the Furious Five (1999)
- Grandmaster Flash, Melle Mel and the Furious Five: The Definitive Groove Collection (2006)